# AVES
AVES je záchranná stanice pro hendikepované živočichy nacházející se v obci Brandýsek v okrese Kladno. Stanice vznikla ke dni 19. září 2000.

## Základní organizační údaje
- je členem Národní sítě stanic pro handicapované živočichy[2]
- působí v okresech Kladno, Rakovník, Mělník a částečně Praha-západ[3]
- mezi další činnosti patří biologické průzkumy (monitorování výskytu chráněných živočichů) a botanické průzkumy, ale i záchranné transfery spočívající například v instalaci zábran pro žáby u silnic při tahu, přenos raků, přenos škeblí a velevrubů, záchrana pulců ropuchy zelené aj. Dále provádí ekologický dozor staveb.[3]

## Zajímavosti
- V roce 2016 byl proveden transfer 7424 jedinců živočichů.[3]
- K záchranné stanici AVES patří Naučné středisko ekologické výchovy Kladno-Čabárna.[3]